# بازی‌های پاراآسیایی ۲۰۱۴
بازی‌های پارآسیایی (به انگلیسی: 2nd Asian Para Games) دومین دوره از بازی‌های پارآسیایی است که پس از بازی‌های آسیایی ۲۰۱۴ از ۱۸ تا ۲۴ اکتبر ۲۰۱۴ در اینچئون، کره جنوبی برگزار شده‌است.این اولین باری بود که کره جنوبی میزبان این بازی ها بود . حدود 4500 ورزشکار از 41 کشور در این بازی ها با هم رقابت کردند که 443 رویداد در 23 رشته ورزشی برگزار شد . بازی ها توسط نخست وزیر چونگ هونگ وون در ورزشگاه اینچئون مونهاک افتتاح شد.

## کشورهای شرکت کننده
| کشورهای شرکت‌کننده |
| --- |
| - افغانستان (۱۲) - بحرین (۱۰) - برونئی (۱۱) - کامبوج (۳) - چین (۲۳۴) - هنگ کنگ (۱۲۵) - هند (۸۷) - اندونزی (۶۷) - ایران (۲۰۰) - عراق (۶۶) - ژاپن (۲۹۸) - اردن (۲۳) - قزاقستان (۷۸) - کره شمالی (9) - کره جنوبی (۳۳۵) (میزبان) - کویت (۲۸) - قرقیزستان (۷) - لائوس (3) - لبنان (6) - ماکائو (۲۵) - مالزی (۱۲۸) - مغولستان (۶۱) - میانمار (۲۶) - نپال (۱۴) - عمان (۱۲) - پاکستان (۱۱) - فلسطین (۱) - فیلیپین (۴۰) - قطر (۱۲) - عربستان سعودی (۱۴) - سنگاپور (۵۲) - سری‌لانکا (۵۱) - سوریه (۷) - چین تایپه (۷۳) - تاجیکستان (۷) - تایلند (۲۱۷) - تیمور شرقی (۶) - ترکمنستان (۶) - امارات متحده عربی (۶۱) - ازبکستان (۲۶) - ویتنام (۴۵) |

## جدول مدال‌ها
*   کشور میزبان (کره جنوبی)
| رتبه                                                | کمیته ملی پارالمپیک (NPC) gold_CHN = 174            | طلا | نقره | برنز | مجموع |
| --------------------------------------------------- | --------------------------------------------------- | --- | ---- | ---- | ----- |
| ۱                                                   | ژاپن (JPN)                                          | ۸۰  | ۰    | ۰    | ۸۰    |
| ۲                                                   | ایران (IRI)                                         | ۳۷  | ۵۲   | ۳۱   | ۱۲۰   |
| ۳                                                   | ازبکستان (UZB)                                      | ۲۲  | ۵    | ۴    | ۳۱    |
| ۴                                                   | تایلند (THA)                                        | ۲۱  | ۳۹   | ۴۷   | ۱۰۷   |
| ۵                                                   | مالزی (MAS)                                         | ۱۵  | ۲۰   | ۲۷   | ۶۲    |
| ۶                                                   | هنگ کنگ (HKG)                                       | ۱۰  | ۱۵   | ۱۹   | ۴۴    |
| ۷                                                   | کره جنوبی (KOR)*                                    | ۱۰  | ۰    | ۱۰   | ۲۰    |
| ۸                                                   | اندونزی (INA)                                       | ۹   | ۱۱   | ۱۸   | ۳۸    |
| ۹                                                   | ویتنام (VIE)                                        | ۹   | ۷    | ۱۳   | ۲۹    |
| ۱۰                                                  | قزاقستان (KAZ)                                      | ۷   | ۶    | ۱۱   | ۲۴    |
| ۱۱                                                  | عراق (IRQ)                                          | ۶   | ۶    | ۱۹   | ۳۱    |
| ۱۲                                                  | امارات متحده عربی (UAE)                             | ۴   | ۱۲   | ۹    | ۲۵    |
| ۱۳                                                  | چین تایپه (TPE)                                     | ۴   | ۱۰   | ۲۴   | ۳۸    |
| ۱۴                                                  | هند (IND)                                           | ۳   | ۱۴   | ۱۶   | ۳۳    |
| ۱۵                                                  | قطر (QAT)                                           | ۳   | ۰    | ۲    | ۵     |
| ۱۶                                                  | مغولستان (MGL)                                      | ۲   | ۱    | ۸    | ۱۱    |
| ۱۷                                                  | عربستان سعودی (KSA)                                 | ۲   | ۱    | ۱    | ۴     |
| ۱۸                                                  | سری‌لانکا (SRI)                                      | ۱   | ۶    | ۷    | ۱۴    |
| ۱۹                                                  | اردن (JOR)                                          | ۱   | ۴    | ۴    | ۹     |
| ۲۰                                                  | سوریه (SYR)                                         | ۱   | ۲    | ۲    | ۵     |
| ۲۱                                                  | میانمار (MYA)                                       | ۱   | ۱    | ۵    | ۷     |
| ۲۲                                                  | سنگاپور (SIN)                                       | ۱   | ۱    | ۴    | ۶     |
| ۲۳                                                  | فیلیپین (PHI)                                       | ۰   | ۵    | ۵    | ۱۰    |
| ۲۴                                                  | کویت (KUW)                                          | ۰   | ۴    | ۲    | ۶     |
| ۲۵                                                  | ترکمنستان (TKM)                                     | ۰   | ۲    | ۱    | ۳     |
| ۲۶                                                  | لبنان (LIB)                                         | ۰   | ۲    | ۰    | ۲     |
| ۲۷                                                  | بحرین (BRN)                                         | ۰   | ۱    | ۲    | ۳     |
| ۲۸                                                  | برونئی (BRU)                                        | ۰   | ۰    | ۲    | ۲     |
| ۲۸                                                  | ماکائو (MAC)                                        | ۰   | ۰    | ۲    | ۲     |
| ۲۸                                                  | کره شمالی (PRK)                                     | ۰   | ۰    | ۲    | ۲     |
| ۳۱                                                  | پاکستان (PAK)                                       | ۰   | ۰    | ۱    | ۱     |
| مجموع (۳۱ کمیته ملی پارالمپیک (npc) gold_chn = 174) | مجموع (۳۱ کمیته ملی پارالمپیک (npc) gold_chn = 174) | ۲۴۹ | ۲۲۷  | ۲۹۸  | ۷۷۴   |

#### کشورهای بدون مدال
- افغانستان
- کامبوج
- قرقیزستان
- لائوس
- نپال
- عمان
- فلسطین
- تاجیکستان
- تیمور شرقی